# Aurec-sur-Loire
Aurec-sur-Loire je francouzská obec v departementu Haute-Loire v regionu Auvergne-Rhône-Alpes. V roce 2009 zde žilo 5 557 obyvatel. Je jedinou obcí kantonu Aurec-sur-Loire.